# Hana Mandlíková
Hana Mandlíková (* 19. Februar 1962 in Prag) ist eine ehemalige Tennisspielerin aus der Tschechoslowakei. Sie nahm 1988 die australische Staatsbürgerschaft an und wurde 1994 in die Hall of Fame des Tennissports aufgenommen.

## Leben
Hana Mandlíková ist die Tochter des Leichtathleten Vilém Mandlík, der 1956 bei den Olympischen Spielen in Melbourne im Semifinale über die 200-m-Strecke (Leichtathletik) stand. Hana heiratete 1986 den australischen Restaurator Jan Sedlak. Das Paar ließ sich nach zwei Jahren scheiden, kurz nachdem Mandlíková die australische Staatsbürgerschaft erhalten hatte. Im Juni 2001 wurde sie Mutter von Zwillingen (Sohn und Tochter), deren Vater ein Freund von ihr ist. Tochter Elizabeth Mandlik spielt ebenfalls Tennis und wird von ihrer Mutter trainiert.
Mandlíková lebt mit den Kindern und ihrer Lebensgefährtin, der Fitnesstrainerin Liz Resseguie, in Florida.

## Karriere
Mandlíková gewann in ihrer Profikarriere 27 Einzel- und 19 Doppeltitel, 22 ihrer Einzeltitel gewann sie auf der WTA Tour. Sie gewann darüber hinaus vier Grand-Slam-Titel im Einzel und einen im Doppel; sie stand weitere viermal im Einzel und dreimal im Doppel im Finale eines Grand-Slam-Turniers.
Mandlíková spielte zwischen 1978 und 1987 im Fed Cup für das tschechoslowakische Team. Von ihren 61 Partien gewann sie 49; ihre Einzelbilanz weist 34:6 Siege (Doppel: 15:6) aus. Mandlíková gewann mit dem Team dreimal (1983–1985) den Fed Cup.
Nach ihrer Profikarriere, die von 1978 bis 1990 dauerte, arbeitete sie als Tennistrainerin, unter anderem betreute sie Jana Novotná. 1994 erfolgte ihre Aufnahme in die International Tennis Hall of Fame.

## Grand-Slam-Erfolge (5)
Einzeltitel (4)
| Jahr | Turnier         | Finalgegnerin       | Ergebnis      |
| ---- | --------------- | ------------------- | ------------- |
| 1980 | Australian Open | Wendy Turnbull      | 6:0, 7:5      |
| 1981 | French Open     | Sylvia Hanika       | 6:2, 6:4      |
| 1985 | US Open         | Martina Navratilova | 7:6, 1:6, 7:6 |
| 1987 | Australian Open | Martina Navratilova | 7:5, 7:6      |

Doppeltitel (1)
| Jahr | Turnier | Partnerin           | Finalgegnerinnen               | Ergebnis      |
| ---- | ------- | ------------------- | ------------------------------ | ------------- |
| 1989 | US Open | Martina Navratilova | Mary Joe Fernández Pam Shriver | 5:7, 6:4, 6:4 |

## Finalteilnahmen (7)
Einzel (4)
| Jahr | Turnier   | Siegerin            | Ergebnis      |
| ---- | --------- | ------------------- | ------------- |
| 1980 | US Open   | Chris Evert         | 7:5, 1:6, 1:6 |
| 1981 | Wimbledon | Chris Evert         | 2:6, 2:6      |
| 1982 | US Open   | Chris Evert         | 3:6, 1:6      |
| 1986 | Wimbledon | Martina Navratilova | 6:7, 3:6      |

Doppel (3)
| Jahr | Turnier     | Partner              | Siegerinnen                     | Ergebnis      |
| ---- | ----------- | -------------------- | ------------------------------- | ------------- |
| 1984 | French Open | Claudia Kohde-Kilsch | Martina Navratilova Pam Shriver | 6:4, 2:6, 2:6 |
| 1986 | Wimbledon   | Wendy Turnbull       | Martina Navratilova Pam Shriver | 1:6, 3:6      |
| 1986 | US Open     | Wendy Turnbull       | Martina Navratilova Pam Shriver | 4:6, 6:3, 3:6 |